# Триасион
Триасион (греч. Θριάσιο πεδίο) — обширная равнина в Греции, в Западной Аттике, к западу от Афин, к востоку от Элефсиса, между Патерасом на западе, Парнисом на севере, горами Пойкила и Эгалеос на востоке и болотистым берегом бухты Элефсис на юге.
В античной географии — Фриасийская равнина (Триасийская равнина, Триасская равнина, др.-греч. Θριάσιον πεδίον, лат. Thriasius campus), восточная, большая часть Элевсинской равнины (Ἐλευσίνιον πεδίον) в Аттике, тогда как западная часть называлась Рарийским полем (др.-греч. Ῥάριον πεδίον). Названа в часть древнего дема Трия, относившегося к филе Энеида. Из изучения надписи, найденной в районе современного Аспропиргоса, где в древности находился дем Трия, и выгравированной на колонне, было обнаружено, что жители этого дема поклонялись герою Триасиосу (θριάσιος) и создали святилище в честь него, в котором, предположительно, находилась колонна с надписью. Фриасийская равнина особенно годна для хлебопашества, житница Афин, вследствие чего в начале Пелопоннесской войны была опустошена спартанцами.
На равнине находятся города Аспропиргос, Магула, Мандра и Элефсис.
Священная процессия проходила по Фриасийской равнине во время Элевсинских мистерий по Священной дороге (Иера-Одос). Северо-западные ворота в Афинах, позже — Дипилонские ворота (Двойные ворота), выводившие на Элевсинскую дорогу, назывались Фриасийскими воротами (Θριάσιαι πύλαι).